# Abu Yaqub Yúsuf II al-Mustánsir
Yúsuf II (también conocido como Abu Yaqub al-Mustánsir Yúsuf ibn an-Násir, 1197-1224) (en árabe: يوسف بن الناصر yūsuf ibn al-nāṣr) fue el quinto califa almohade de Marruecos desde 1213 hasta su muerte. Hijo del anterior califa, Muhámmad an-Násir, Yúsuf asumió el trono tras la muerte de su padre a la edad de diez o quince años. Duró diez años en el trono.
Carecía de poder, que ostentaban sus tíos y tíos abuelos junto con dos jefes de la dinastía. Pese a que su reinado duró diez años, solo abandonó la capital del imperio para visitar Tinmal, para visitar la tumba del fundador del movimiento almohade, Ibn Tumart. Con él comenzó la decadencia que llevó a la desaparición del califato y que las autoridades, enfrascadas en maquinaciones para conservar el poder, no pudieron atajar.
Falleció en enero del 1224, probablemente envenenado por un visir según una fuente y corneado por una vaca según otras. No tuvo hijos varones. Le sucedió a su muerte su tío abuelo Abu Muhammad al-Majlu en el año 1224.

## Visires
Yúsuf tuvo tres visires en sus años de reinado: 
- Abû Sa‘îd ben Ŷâm‘i (1214-1214) (también visir con Muhammad an-Nâsir)
- Abû Yahyâ al-Hizraŷîy (1214-1214) (أبو يحيى الهزرجي)
- Abû ‘Alî ben Achrafîy (1214-1214) (أبو علي بن أشرفي)
- Abû Sa‘îd ben Ŷâm‘i (por segunda vez) (1214-1223)

Abû Sa‘îd ben Ŷâm‘i fue también visir de Abd ul-Wáhid I.